# Mel Blount
Melvin Cornell Blount (Vidalia, Georgia, 10 de abril de 1948), más conocido como Mel Blount, es un exjugador profesional estadounidense de fútbol americano que se desempeñó en la posición de cornerback en la National Football League (NFL). Es miembro del Salón de la Fama del Fútbol Americano Profesional.

## Carrera
Blount jugó como profesional catorce temporadas en Pittsburgh Steelers (1970-1983), equipo en el que se retiró.

## Reconocimiento
El 5 de agosto de 1989, ingresó como miembro al Salón de la Fama del Fútbol Americano Profesional.